# Orodes III của Parthia
Orodes III (tiếng Ba Tư: ارد سوم) được các đại quý tộc đưa lên làm vua của đế quốc Parthia vào năm 4 CN sau cái chết của vua Phraates V (trị vì khoảng năm 2 TCN – năm 4 CN). Ông đã bị sát hại sau một triều đại ngắn ngủi "do sự tàn ác tột cùng của mình" (Josephus). Sau khi ông qua đời, người anh trai của Phraates V là Vonones I (cai trị từ khoảng năm 8–12 CN) cố gắng giành lấy ngai vàng, nhưng một cuộc nội chiến với Artabanus III (cai trị khoảng năm 10–38 CN) đã nổ ra sau đó với.